# みみかきをしていると
「みみかきをしていると」は、声優の國府田マリ子が出した2枚目のシングルである（8cmシングル）。品番はKIDA-7603。

## 収録曲
1. みみかきをしていると
  - 作詞：戸沢暢美、作曲：亀井登志夫、編曲：西脇辰弥
  - 2ndアルバム『Vivid』にはアルバムバージョンで収録されており、シングルバージョンは『My Best Friend』でしか聴くことが出来ない。
2. 誰のせいでもない二人
  - 作詞：戸沢暢美、作曲：松原みき、編曲：岩本正樹
  - 1stアルバム『Pure』からのシングルカット
3. みみかきをしていると（オリジナル・カラオケ）